# Алексис Оганян
Алексис Керрі Оганян (англ. Alexis Kerry Ohanian; нар. 24 квітня 1983, Бруклін, Нью-Йорк) — американський інтернет-підприємець та інвестор. Найбільш відомий як співзасновник та виконавчий голова сайту соцмережі Reddit разом зі Стівом Хаффманом та Аароном Шварцем. Він також став співзасновником фірми венчурного капіталу Initialized Capital, допоміг запустити вебсайт пошуку подорожей Hipmunk та заснував соціальне підприємство Breadpig. Він також був партнером Y Combinator. У 2012 році Енді Грінберг з журналуForbes назвав його «мером Інтернету».
Оганян мешкає у Флориді, де він живе зі своєю дружиною, професійною тенісисткою, 23-разовою чемпіонкою Великого шолома та 4-разовою золотою олімпійською медалісткою, Сереною Вільямс та їхньою донькою Олексією Олімпією Оганян.
Станом на  2019, Forbes оцінив чисті активи Оганяна в $70 мільйонів доларів.

## Раннє життя
Алексис Керрі Оганян народився в Брукліні, Нью-Йорк. Його бабуся і дідусь приїхали до США як біженці після геноциду вірмен. Він навчався в середній школі Говарда в Еллікотт-Сіті, штат Меріленд, де в 2001 році дав напрямляючу промову для свого випускного класу.

## Кар'єра
Після закінчення в 2005 році Університету Вірджинії з дипломами комерції та історії, Оганян та його друг Стів Гаффман запропонували Y Combinator ідею MyMobileMenu. Компанія прийняла її, але запропонувала їм придумати ще одну ідею, яку вона потенційно зможе профінансувати. Пізніше вони придумали reddit.com з метою перетворення його на «першу сторінку Інтернету».
В університеті Вірджинії Оганян досяг академічного успіху і був зарахований до Національного товариства колегіальних вчених (NSCS) та був його активним учасником.
Reddit приєднався до перших стартапів Y Combinator влітку 2005 року, а пізніше був придбаний Condé Nast у 2006 році за невідому суму між 10 до 20 мільйонами доларів. Оганян продовжував тісно співпрацювати з Reddit будучи членом ради її директорів. У липні 2015 року Оганян повернувся на Reddit разом із співзасновником Хаффманом, щоб очолити вже незалежну компанію. Він покинув компанію в лютому 2018 року, щоб зосередитися на інвестуванні.
У 2007 році Оганян запустив Breadpig, «некорпорацію», яка виробляє гік-товари та передає виручені кошти на благодійність. Зараз він більше не бере участі в операціях Breadpig.
У 2009 році Оганян розповів на TED про кита на ім'я Містер Блюдливі Штани. Після відходу з Reddit у 2010 році Оганян три місяці працював у галузі мікрофінансування, працюючи стипендіатом Kiva в Єревані, Вірменія, Оганян допоміг запустити вебсайт для пошуку подорожей Hipmunk у 2010 році, зараз він є його порадником. У червні 2010 року Оганян оголосив про запуск своєї компанії Das Kapital Capital, яка зосереджена на початковому інвестуванні та консультуванні.
Оганян був названий «Послом до Сходу» венчурної фірми Y Combinator на ранніх етапах. На цій посаді він зустрічається із заявниками зі Східного узбережжя, наставляє засновників Нью-Йоркського МК та є головним представником компанії. Він також співпрацював з Y Combinator до того, як залишив її у 2016 році, щоб запустити третій фонд ініціалізованого капіталу разом з Гаррі Таном.
5 червня 2020 року Оганян подав у відставку з ради директорів Reddit та попросив замінити його чорним кандидатом у відповідь на вбивство Джорджа Флойда. 10 червня 2020 року ним став Майкл Сейбель, афро-американський підприємець, який був призначений членом правління Reddit.
21 липня 2020 року Оганяна оголосили провідним інвестором у переважно жіночій групі, яка була нагороджена новою франшизою у Національній жіночій футбольній лізі, найвищому рівні жіночого виду спорту у США. Нова команда, пізніше представлена як ФК Angel City, почне грати у 2022 році. До групи власників, де жінки мають більшість акцій, входять 14 колишніх учасниць жіночої збірної США, оскароносна актриса Наталі Портман та багато інших видатних актрис, артистів, медіа персон та спортсменів, серед яких дружина Оганяна, Серена Вільямс.
У червні 2020 року Оганян припинив бути керуючим партнером в Initialized.

### Інвестування на ранніх етапах технологій
Оганян став співзасновником Initialized Capital у 2010 році та здійснив початкові інвестиції у стартапи, включаючи Instacart, Zenefits, Opendoor та Cruise. Вона мала три фонди на загальну суму понад 500 мільйонів доларів під управлінням. У 2014 році CB Insights проаналізувала всіх інвесторів у техніці, поставивши Оганяна першим за центральністю мережі, широтою зв'язків, які інвестор має з іншими інвесторами в екосистемі, а також якість та глибину цих зв'язків.
Через Initialized Capital Оганян інвестував 3 мільйони доларів у старт-ап Kinside у 2019 році. У 2020 році Оганян також інвестував 4 мільйони доларів у Dispo (David's Disposable).
У квітні 2021 року Оганян інвестував 10 мільйонів доларів у соціальний стартап pearpop в рамках Series А round разом із 6 мільйонами доларів від інших інвесторів, включаючи Bessemer Venture Partners, Sound Ventures, Slow Ventures та інших знаменитостей.

### Відкритий Інтернет активізм
Наприкінці 2010 — на початку 2011 р. Оганян виступив проти Stop Online Piracy Act та Закону Сенату «ЗАХИСТИТЬ ІВ». Він допоміг очолити кампанію з підтримкою Інтернету, яка врешті-решт скасувала два законопроєкти. Оганян звернувся до членів Конгресу, допоміг розпочати національні протести проти SOPA/PIPA, які відбулися 18 січня 2012 року, і виступив на мітингу в Нью-Йорку, організованому NY Tech Meetup.
У жовтні 2012 року Оганян разом із генеральним директором Reddit Еріком Мартіном розпочали автобусний тур Internet 2012 з Денвера, штат Колорадо, до Данвілла, штат Кентуккі, де вони агітували за відкритий Інтернет під час президентських та віце-президентських дебатів. Одна з зупинок кампанії підштовхнула до ідеї можливого «Національного дня гіків» у Вашингтоні, округ Колумбія.
У відповідь на його діяльність за відкритий інтернет, The Daily Dot назвала Оганяна першим у їх списку 10 найвпливовіших активістів 2012 року, а журнал Forbes назвав його «мером Інтернету».
У травні 2014 року Оганян розпочав лобіювання FCC для підтримки нейтралітету мережі, що завершилося цілодобовою телефонною розмовою між FCC та Конгресом 15 січня 2015 року.

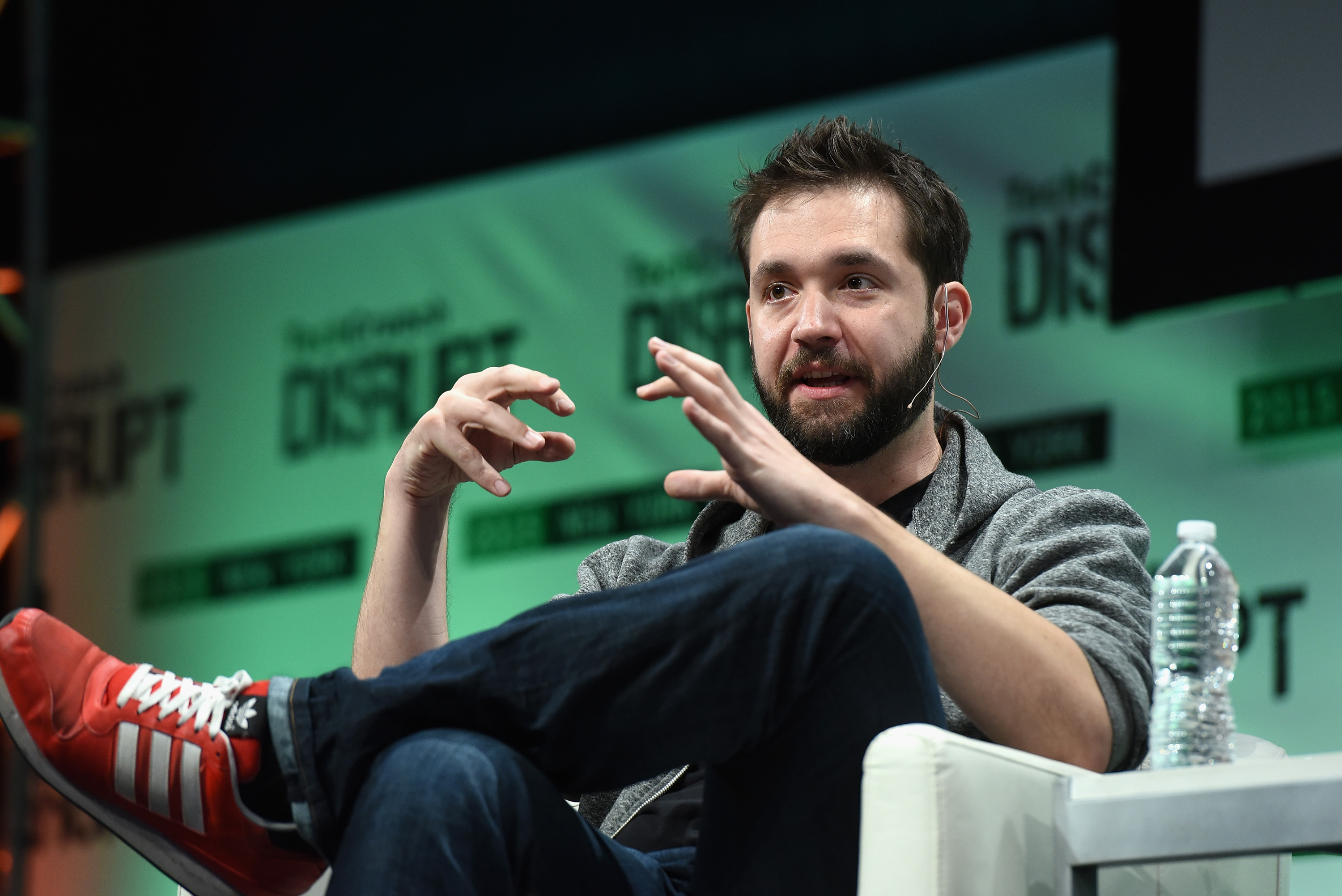
Оганян у 2015 році

### Звільнення Вікторії Тейлор
2 липня 2015 року Reddit звільнила директора з комунікацій Вікторію Тейлор, яка координувала інтерв'ю зі знаменитостями офісу Reddit у Нью-Йорку. На знак протесту модератори-волонтери спільноти IAmA зробили свій форум приватним, фактично вимкнувши його, а інші модератори-волонтери послідували їх прикладу через «гнів на ті регулярні вимоги компанії до волонтерів та спільноти прийняти серйозні зміни, які зменшують [їх] ефективність та збільшують навантаження [на них]». Наступного дня модератор IAmA повідомив, що «Чотер (Вікторія) була відпущена адміністратором u/kn0thing [Алексис Оганян]», твердження, про яке не надходило широкого розголосу. ЗМІ, такі як Variety, звинуватили у звільненні тимчасового генерального директора Еллен Пао. Тиск, який вже спрямовувався на Пао у зв'язку з іншими суперечками, посилився, і вона подала у відставку через тиждень. Однак 12 липня колишній генеральний директор Ішань Вонг повідомив спільноту Reddit, що Тейлор була звільнена «начальником гендиректора» і звинуватив Оганяна. Після відставки Пао Оганян детальніше розповів про свою роль у звільненні Тейлор, заперечуючи, що, незважаючи на те, що зміни AMA/IAmA надійшли від нього, він все одно звітував перед Пао. Як і для Пао, петиція була завантажена Айві Лі на Change.org з проханням Оганяна піти у відставку, яка зібрала 1633 підписи. У 2017 році Пао розкритикував Оганяна за те, що він уникав наслідків, перебуваючи в Уімблдоні у дні відразу після звільнення Тейлор.

## Творча робота

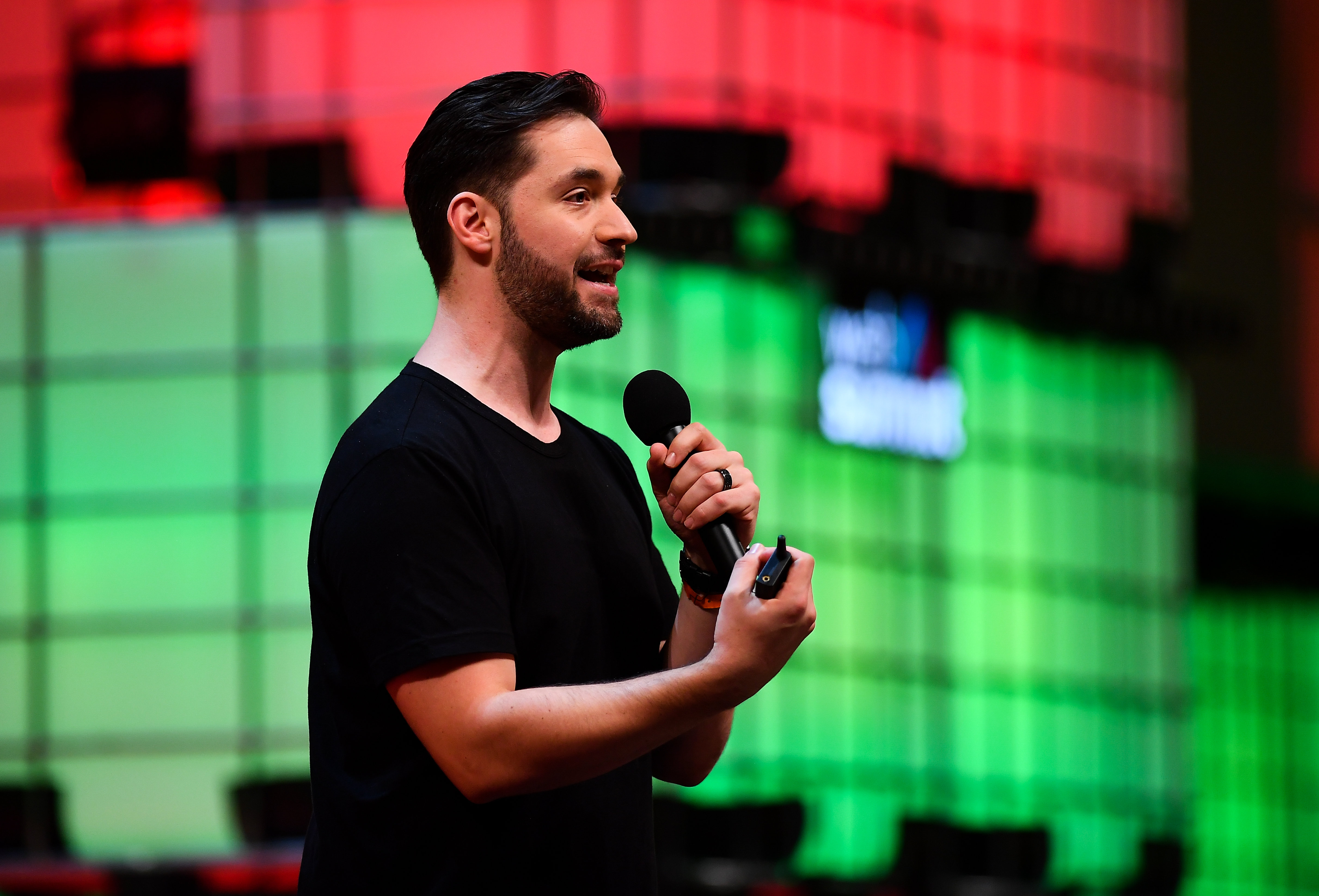
Оганян у 2018 році

Оганян створив усі талісмани для компаній, які він започаткував: прибульця Reddit «Snoo», Breadpig-свиню з хлібними крильцями, бурундука Hipmunk «Чіпа» та медового борсука Initialized Capital.

### Проєкт смайликів хіджабу
На початку 2017 року він працював з підлітком Райофом Алхумедді, вони виступали за створення смайлів хіджабу. Оганян допомагав організувати АМА для Алхумедхі на r/twoxchromosomes щодо його ідеї і відповідав критикам. 17 липня 2017 року Apple випустила свою версію смайликів хіджабу.

### Кампанії краудфандингу
10 грудня 2012 року Оганян об'єднався з Лестером Чемберсом із групи The Chambers Brothers, щоб запустити проєкт Kickstarter, з наміром створити новий альбом під назвою «Lester's Time Has Come». За словами Fast Company, Оганян прагнув «довести, що зараз існують нові, стійкі можливості фінансування для митців завдяки таким платформам, як Kickstarter». Цей проєкт зібрав понад 61 000 доларів для Chambers.
Два роки потому Оганян зібрав 12 244 долари для некомерційного Black Girls Code на Tilt.com. У травні 2014 року Оганян знову використав Tilt.com, щоб запустити кампанію краудфандингу «Зберегти нейтральність мережі: рекламний щит на задньому дворі ФКЗ» на знак протесту проти планів ФКЗ щодо усунення ідеї нейтралітету мережі.
Відвідуючи Вірменію з нагоди 100-річчя геноциду вірмен, у квітні 2015 року він відвідав села у сільській частині Вірменії, які підтримуються Фондом «Діти Вірменії» (COAF).

## Виступ за відпустку по батьківству
Після народження дочки Оганян став прихильником відпустки по батьківству і написав статтю про свій досвід в New York Times. «Після того, як моя дружина ледь не померла під час пологів, я місяцями вдома доглядав за сім'єю». У червні 2019 року Оганян оголосив про прагнення прийняти федеральне законодавство про оплачувані відпустки для сім'ї. Він заявив, що «я сподіваюся зустрітися з багатьма сенаторами, представниками, багатьма татами по обидва боки проходу, в обох палатах законодавчого органу, які хочуть, щоб це було законом країни».

## Особисте життя
29 грудня 2016 року Оганян заручився з тенісисткою Сереною Вільямс. Їх дочка, Олексія Олімпія Оганян, народилася 1 вересня 2017 року у Вест-Палм-Біч, штат Флорида. Оганян і Вільямс одружилися 16 листопада 2017 року в Новому Орлеані. Оганян сказав, що «спостереження за змаганнями Вільямс змінили його оцінку успіху в бізнесі» Оганян і Вільямс подарували своїй доньці ляльку під назвою Qai Qai, яка стала відомою в соціальних мережах..

## Нагороди та відзнаки
У 2011 та 2012 роках Оганян був внесений до списку Forbes «30 Under 30» як важлива фігура в технологічній індустрії. У 2013 році Оганян та Ерік Мартін були представлені як «чемпіони інновацій» у випуску в честь 20-річчя Wired. У 2015 році Оганян був внесений до бізнес-списку Крейна «40 до 40». У 2016 році Оганян був названий одним із «Найкреативніших людей у бізнесі» компанії Fast.
21 травня 2020 року Оганян звернувся з початковою настановою для курсу університету Джона Гопкінса 2020 року.

## У засобах масової інформації

### Опубліковані твори
Оганян опублікував книгу під назвою «Без їх дозволу: яким буде зроблене ХХІ століття, а не скероване» 1 жовтня 2013 р. Без їхнього дозволу займає четверте місце в списку бестселлерів Hardcover Business The Wall Street Journal. У зв'язку з книгою, Оганян розпочав п'ятимісячний тур із 150 зупинками та 75 університетами для популяризації книги.

### Малі імперії
Влітку 2013 відбулася прем'єра «Малі імперії» з Алексисом Оганяном, щотижневого онлайн-серіалу присвяченого стартапам у Нью-Йорку, який проводиться Оганяном Перший сезон включав дев'ять епізодів. Прем'єра другого сезону відбулася у жовтні 2014 року..

### Подкасти

#### Діловий тато
З сайту businessdad.initialized.com, січень 2020 року: «У новому подкасті від Initialized Capital Алексис Оганян (співзасновник Initialized та Reddit) відкриває це питання перед деякими з найуспішніших чоловіків у сфері бізнесу, спорту, розваг тощо відверті розмови про те, що значить бути батьком у сучасному світі та як балансувати між кар'єрою та сім'єю».

#### NYRD радіо
15 жовтня 2014 року Оганян запустив подкаст NYRD Radio. Серед гостей на шоу — Тім Ферріс, Джеймс Алтачер, Картер Клівленд (засновник Artsy) та Кемерон Рассел. У подкасті є розділ під назвою «Години роботи», в якому підприємці-початківці можуть подати заявку на роботу через ідею з ним.

### Інші ЗМІ

#### Твіч (@AOC)
Оганян був показаний у прямому ефірі 28 січня 2021 року на Twitch. Пряма трансляція на каналі Олександрії Окасіо-Кортес. У потоці були представлені різні інші люди, такі як TheStockGuy та Alexis Goldstein. Під час трансляції гості розповіли про свою думку щодо Gamestop Short Squeeze.

#### Інструменти титанів
У книзі Тіма Феррісса «Інструменти титанів» є глава Оганяна, де він дає поради.